# Lala Ratsimbasoa
Lala Harinoro Ratsimbasoa (... – 3 agosto 2020) è stata una cestista malgascia.

## Carriera
Con il Madagascar disputò i Campionati mondiali del 1971.